# マニュエル・ルグリ

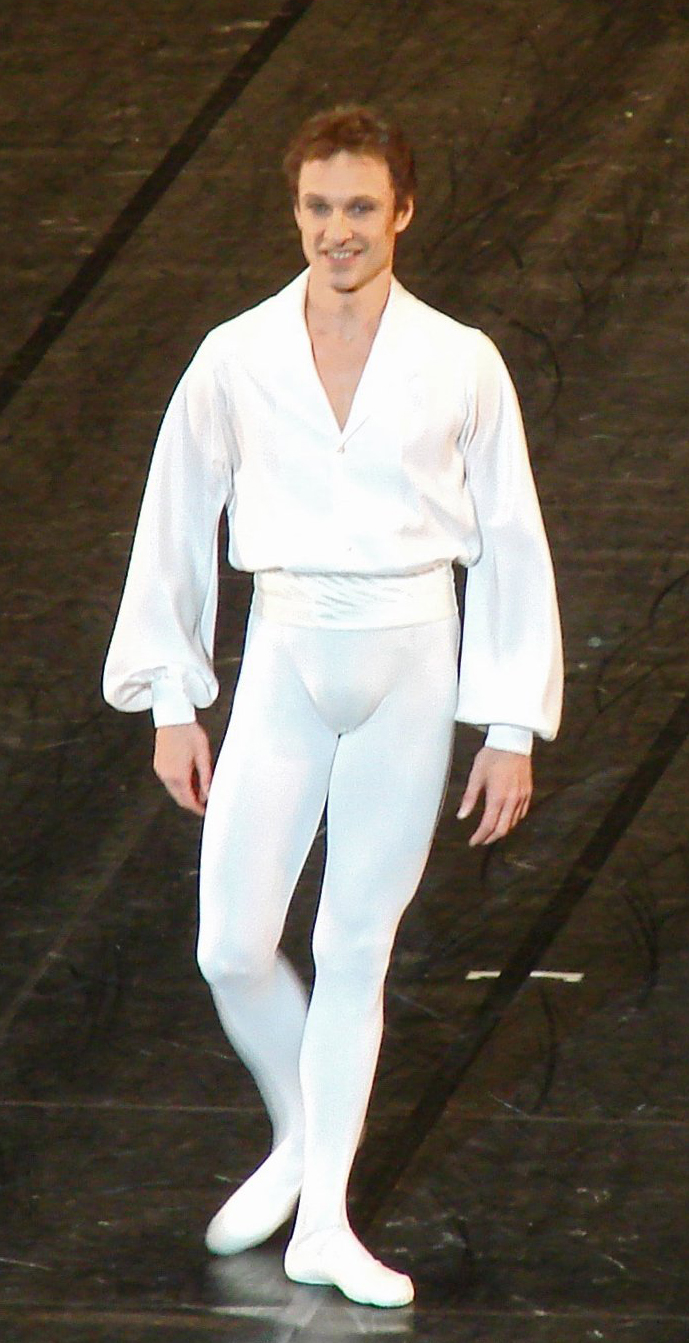
お別れ公演当日のルグリ。2009年5月15日、パリ・オペラ座にて。

マニュエル・ルグリ（Manuel Legris, 1964年10月19日 - ） は、フランス・パリ出身のバレエダンサー。パリ・オペラ座バレエのエトワールを23年務めた。2010年9月より2020年6月までウィーン国立歌劇場バレエ団芸術監督を務め、2020年12月よりミラノ・スカラ座のバレエ監督に就任した。
優れた音楽性に加えて、踊りについての天性の能力があるといわれ、バレリーナのサポート役としても抜群との評価がある。またオペラ座時代より後進の指導に熱心であり、芸術監督として就任したウィーン国立歌劇場バレエ団では若手の抜擢とレパートリーの拡充によりその評価を国際的に高めた。近年は『海賊』『シルヴィア』全幕の振付でも高い評価を得ている。

## 経歴
8歳で地元のバレエ教師、Y・グーベにバレエを習い始める。1976年、11歳でパリ・オペラ座付属バレエ学校に入学。
1980年、16歳でオペラ座のコール・ド・バレエとなり、翌81年コリフェ、1982年スジェに昇進する。1986年7月、巡演先のニューヨーク・メトロポリタン歌劇場で、 ルドルフ・ヌレエフ振付『ライモンダ』 の主役ジャン・ド・ブリエンヌを踊った後、当時同バレエ団の芸術監督であったヌレエフの意向により、第一舞踊手（プルミエ・ダンスール）を経ずにエトワールに任命された。このとき21歳。
ルグリのエトワール昇格は、広範な才能を持ち、多彩なレパートリーを生み出し続ける新しいスターの誕生を世に知らしめるものであった 。ルグリは、その本来の持ち味である完璧なテクニックと表現力の豊かさに加えて、卓越したパートナー、古典にも現代作品にも等しく精通した完成型のダンサー、としての地歩も築き上げていった。それゆえ、ウィリアム・フォーサイス、ジョン・ノイマイヤー、イリ・キリアン、ジェローム・ロビンズといった、世界の第一線のコリオグラファー達も彼を起用し続けた。すなわち、ルグリはオペラ座におけるほとんどのレパートリーや新作に参加したのである。
その名声は早くから国外にも知られ、ロイヤル・バレエ、ニューヨーク・シティ・バレエ、キューバ国立バレエ、東京バレエ団、トロカデロ・デ・モンテカルロバレエ団、シュトゥットガルト・バレエ、ハンブルク・バレエなどに客演した。ハンブルクでは、ノイマイヤーが彼のために振付けた『スプリング・アンド・フォール』、『シンデレラ』に出演している。
また、終身客演ダンサー（the permanent guest dancer）として、ミラノ・スカラ座バレエ団、メトロポリタン歌劇場バレエ、ウィーン国立歌劇場バレエ、ボリショイ・バレエなどにも出演した他、近年ではマリインスキー・バレエでも数回踊っている。
オペラ座のエトワール以外でも、イヴリン・ハート、ドミニク・カルフーニ、アレッサンドラ・フェリ、ロルナ・フェイホ、ディアナ・ヴィシニョーワといった、世界の著名なバレリーナとも共演している。
また、「マニュエル・ルグリと仲間たち」と銘打って、仲の良いダンサー達と世界各地で公演を行っていた。このコンセプトは、1996年にモニク・ルディエールとのコラボレーションによって生まれたものである。若いダンサーに、まだオペラ座では経験の無いソロを踊ることを許したり、著名なコリオグラファーの指導を受ける機会を与えたりして、彼らに経験を積ませることを狙いとしていた。
2003年には、ローラン・プティ振付『カルメン』のヴァリエーション、モーリス・ベジャール振付『四重奏のフレーズ』を初演。また同年、ベジャールはルグリとローラン・イレールの主演で『さすらう若者の歌』を再演し、以後も彼らに例外的に同作品を踊ることを許した。
2004年は、2月にオペラ座でイリ・キリアン振付『扉は必ず・・・』をオーレリー・デュポンを相手役に初演。また、同年夏にモニク・ルディエール、ローラン・イレールをスペシャルゲストに迎えた日本ツアーは大成功をおさめた。12月には、トリシャ・ブラウンがルグリ、デュポン、ニコラ・ル・リッシュのために書き下ろした『オ・ズロゾニ／オ・コンポジト』をオペラ座で初演した。
2005年12月、シュトゥットガルト・バレエはルグリにマリア・アイシュヴァルトをパートナーに、『オネーギン』のタイトルロールを踊ることを依頼。ルグリは、翌2006年1月のシュトゥットガルトでの公演の他、同バレエ団の日本ツアーにも参加した。
2007年2月、レジオンドヌール勲章 （シュヴァリエ章）を授与された。同年11月には、オペラ座で愛弟子であるドロテ・ジルベールをパートナーに、『くるみ割り人形』を上演。なおこの公演は、オペラ座スタッフのストライキのため、衣装もセットも無い異例の状況下で行われた。公演終了後、ジルベールはエトワールに任命された。
2009年5月15日、オペラ座で上演された『オネーギン』を最後に、オペラ座エトワールを引退。同公演には、クレールマリ・オスタ、マチアス・エイマン、ミリアム・ウード＝ブラムらが共演した。また客席には、多くのエトワールの他、元オペラ座バレエ学校校長のクロード・ベッシーやコリオグラファーのピエール・ラコット、フランス文化相のクリスティーヌ・アルバネルなどの姿もあった。公演終了後、ルグリは全観衆から1時間半にわたってスタンディング・オベーションを受けた。またこの時、芸術文化勲章（コマンドゥール）も授けられた。
2010年9月にウィーン国立歌劇場バレエ団芸術監督に就任。同バレエ団では、ヌレエフ振付『ドン・キホーテ』、『オネーギン』や、ジェローム・ロビンズに捧げられた『トリプル・ビル』などを上演している。
2015年7月に、「マニュエル・ルグリとウィーン国立バレエ団ダンサー 沖縄限定プレミアム公演」と称してウィーン国立バレエ団からダンサー18名を引連れガラ公演を行った。会場を埋めた観客は演目ごとに大きな拍手を送り称賛し、スタンディング・オベーションで公演を終えた。
2016年3月に、初の全幕振付作品となる『海賊』をウィーン国立歌劇場バレエ団にて初演。
2018年10月に、ミラノ・スカラ座との共作で『シルヴィア』の全幕振付をウィーン国立歌劇場バレエ団にて初演。
2019年3月に、「マニュエル・ルグリ Stars in Blue～Ballet ＆ Music～」を開催予定。パトリック・ド・バナに特別委嘱したルグリとオルガ・スミルノワの世界初共演の公開となる。
2020年6月に10年間芸術監督を務めたウィーン国立歌劇場バレエ団を退任し、同年12月よりミラノ・スカラ座のバレエ監督に就任した。

## 受賞
- 1988年、2000年 - ニジンスキー賞
- 1998年 - ブノワ賞

## 叙勲
- 1993年 - 芸術文化勲章（シュヴァリエ）
- 1998年 - 芸術文化勲章（オフィシエ）
- 2002年 - メリット勲章
- 2007年 - レジオンドヌール勲章 （シュヴァリエ）
- 2009年 - 芸術文化勲章（コマンドゥール）

## レパートリー
- ジゼル、パキータ（オリジナル版）
- ラプソディ、メディテーション（フレデリック・アシュトン振付）
- アゴン、チャイコフスキー・パ・ド・ドゥ、シンフォニー・イン・C（水晶宮）、テーマとヴァリエーション、四つの気質、ディヴェルティメント15番、放蕩息子、ヴァイオリン・コンチェルト、フー・ケアーズ？、スターズ・アンド・ストライプス、ソナチネ、ジュエルズ（ジョージ・バランシン振付）
- コッペリア（パトリス・バール振付）
- アレポ、コンクール、さすらう若者の歌、四重奏のフレーズ（モーリス・ベジャール振付）
- 白鳥の湖（ウラジーミル・ブルメイステル振付）
- オ・ズロゾニ／オ・コンポジト（トリシャ・ブラウン振付）
- オネーギン（ジョン・クランコ振付）
- ジゼル（マッツ・エック振付）
- イン・ザ・ミドル・サムホワット・エレヴェイテッド、ウンドワーク（ウィリアム・フォーサイス振付）
- 薔薇の精（ミハイル・フォーキン振付）
- ダンススクール、シンフォニエッタ、優しい嘘、ベラ・フィギュラ、扉は必ず・・・（イリ・キリアン振付）
- ジゼル、ラ・シルフィード、パキータ（ピエール・ラコット振付）
- エチュード（ハラルド・ランダー振付）
- ラ・フィユ・マル・ガルデ（ジョセフ・ラズィーニ振付）
- 白の組曲、レ・ミラージュ、ロミオとジュリエット パ・ド・ドゥ（セルジュ・リファール振付）
- マノン、ロミオとジュリエット（ケネス・マクミラン振付）
- 真夏の夜の夢、ヴァスラフ、 マニフィカト、くるみ割り人形、シルヴィア、スプリング・アンド・フォール、シンデレラ・ストーリー（ジョン・ノイマイヤー振付）
- ドン・キホーテ、ライモンダ、くるみ割り人形、白鳥の湖、ロミオとジュリエット、眠れる森の美女、シンデレラ、ラ・バヤデール（ルドルフ・ヌレエフ振付）
- ノートルダム・ド・パリ、アルルの女、カルメン、プルースト 失われた時を求めて、チーク・トゥ・チーク（ローラン・プティ振付）
- ル・パルク（アンジュラン・プレルジョカージュ振付）
- ダンシズ・アット・ア・ギャザリング、イン・ザ・ナイト、ザ・フォー・シーズンズ、ダンス組曲、アザー・ダンシズ（ジェローム・ロビンズ振付）
- ルールズ・オブ・ザ・ゲーム（トワイラ・サープ振付）
- コンティヌオ、ライラック・ガーデン、葉は色あせて（アントニー・チューダー振付）
- 4つの最後の歌（ルディ・ヴァン・ダンツィヒ振付）
- エンジェル、アレス・ワルツ（レナート・ザネッラ振付）

## フィルモグラフィー
- ロミオとジュリエット（ルドルフ・ヌレエフ振付）
- 薔薇の精（ミハイル・フォーキン振付）
- ノートルダム・ド・パリ（ローラン・プティ振付）
- アルルの女（ローラン・プティ振付）
- 眠れる森の美女（ルドルフ・ヌレエフ振付）
- ドン・キホーテ（ルドルフ・ヌレエフ振付）
- シルヴィア（ジョン・ノイマイヤー振付）
- プルースト 失われた時を求めて（ローラン・プティ振付）

## テレビ出演
- スーパーバレエレッスン（NHK教育、2006年12月5日 - 2007年3月20日）

## 関連文献

### 書籍・雑誌
- NHKスーパーバレエレッスン―パリ・オペラ座永遠のエレガンス (NHKシリーズ) 大型本（2006年11月1日、日本放送出版協会、菊倍版出版）
- マニュエル・ルグリ パリ・オペラ座バレエへの招待状（2007年12月19日、CCCメディアハウス出版）
- パリ・オペラ座のマニュエル・ルグリ（2009年8月、新書館出版）

### 写真集
- ルグリ・イン・オペラ（篠山紀信撮影、2000年1月、朝日出版社）
- BACKSTAGE―MANUEL LEGRIS A L’OPERA DE PARIS PAR KISHIN SHINOYAMA（篠山紀信撮影、2002年4月、朝日出版社）